# Mundr
 Der er for få eller ingen kildehenvisninger i denne artikel, hvilket er et problem. Du kan hjælpe ved at angive troværdige kilder til de påstande, som fremføres i artiklen.

Ordet mundr (oldnordisk) har oprindelig to betydninger:
1. brudekøbesum eller
2. mund: Hånd eller myndighed,(German.: mundium), der i ældre tid beskrev slægtens myndighed over fruentimmer.

Frieren købte for en vis købesum myndigheden (mundium) over et fruentimmer af hendes frænder; den tilfaldt hos longobarderne og hos saxerne frænderne selv. Ifølge Saxo var det også gammel skik hertillands at give konen en personlig medgift, en dos, som ikke var en fingeret købesum, men en virkelig sum, som (oprindelig) tilfaldt konen selv; Frode Ejegod skal således have befalet de overvundne folkeslag i egnene omkring Østersøen at handle lige sådan i forhold til overvundne fruentimmer »ac ne quis uxorem nisi emptitiam duceret (ex imitatione Danorum)«